# Thời gian bán thải
Trong dược lý học, thời gian bán thải là khoảng thời gian để nồng độ thuốc hay chất trong cơ thể (hay nồng độ trong huyết tương) giảm xuống một nửa. Nồng độ này thường được đo khi phân tích máu.